# 弁内侍 (南北朝時代)

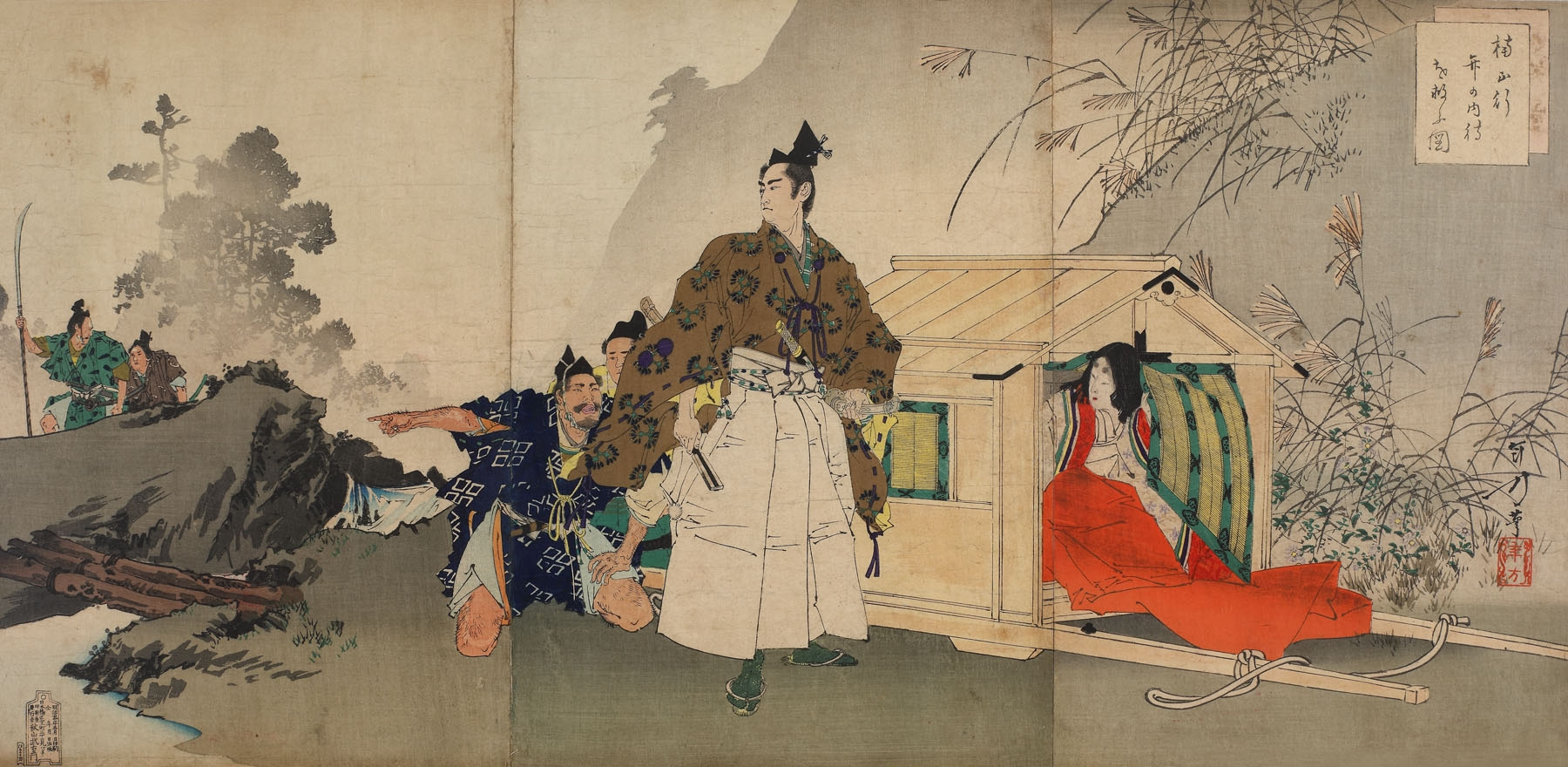
水野年方『楠正行弁の内侍を救ふ図』

弁内侍（べんのないし、生没年不詳）は、南北朝時代における南朝の女官。楠木正行との悲恋伝説で知られる。

## 通説的人物像
日野俊基の遺児であり、俊基の官職が「弁」（右中弁）であったことから「弁内侍」と称される。後醍醐天皇の後宮に女官として務め、南朝随一を誇る絶世の美女として知られていたと伝わる。その噂を聞きつけた高師直が拉致しようとしたところを楠木正行に救われ、そのことを契機に正行と深い仲となったという。
その後の展開には種々のバリエーションがあるが、後村上天皇から弁内侍を賜嫁する提案を正行が断ったという点が多く共通している。その経緯については、正室より身分の高い側室になってしまうという理由で正行の母親が断ったというものや、既に死を覚悟していた正行自身が断ったというものなどがある。
弁内侍は正行の戦死を受けて出家したと伝えられており、吉野の如意輪寺にある至情塚は、この出家の際に黒髪の一部を埋めたものとされている。

## 史料的根拠
弁内侍について記した比較的時代の近い史料としては、室町時代の説話文学『吉野拾遺』がある。

## 歴史小説などでの扱い
今村翔吾の『人よ、花よ、』では、弁内侍の父親が実際には誰なのかという疑惑があるという設定になっている。その秘密を高師直が自らの好色を隠れ蓑に入手して優位に立とうと画策し、楠木正行がそれを阻止することによって後村上天皇に接近して真意（和平か抗戦か）を聞き出そうとする展開となっている。弁内侍の名は茅乃（かやの）で、正行とは朝廷に対する基本的な考え方の相違から互いに反発しあいながらも、なぜか妙に気が合うという設定になっている。

## 登場作品
桜嵐記（宝塚歌劇・月組公演）（2021年、演：美園さくら）